# Не съдете, за да не бъдете съдени
Не съдете, за да не бъдете съдени, е крилата фраза с която започва следващото послание на вярата след „Отче наш“ от Евангелието от Матея.
Първият евангелист, разяснява изпърво как да се дарява и прави милостиня – „не тръби пред себе си, както правят лицемерците по синагоги и по улици, за да ги хвалят човеците“, защото „те вече получават своята награда“.
Матей призовава съкровищата да не се събират на земята, а на небето, имайки предвид свещениците от Втория храм, защото „дето е съкровището ви, там ще бъде и сърцето ви“, след което пояснява, че
| „           | никой не може да слугува на двама господари: защото или единия ще намрази, а другия ще обикне; или към единия ще се привърже, а другия ще презре. Не можете да служите на Бога и на мамона. | “ |
| (Мат. 6:24) | |   |

Матей след като заявява Не съдете, за да не бъдете съдени допълва:
| „              | защото, с какъвто съд съдите, с такъв ще бъдете съдени; и с каквато мярка мерите, с такава ще ви се отмери. А защо гледаш сламката в окото на брата си, пък гредата в своето око не усещаш? Или, как ще кажеш брату си: чакай, да извадя сламката от окото ти; а пък на, в твоето око има греда! Лицемерецо, извади първом гредата от окото си, и тогава ще видиш, как да извадиш сламката от окото на брата си. Не давайте светинята на псетата, и не хвърляйте бисера си пред свините, за да го не стъпчат с краката си и, като се обърнат, да ви разкъсат. Искайте, и ще ви се даде; търсете, и ще намерите; хлопайте, и ще ви се отвори; защото всякой, който иска, получава, и който търси, намира, и на тогоз, който хлопа, ще се отвори. | “ |
| (Мат. 7:2 – 8) | |   |